# Guettarda platypoda
Guettarda platypoda är en måreväxtart som beskrevs av Dc.. Guettarda platypoda ingår i släktet Guettarda och familjen måreväxter. Inga underarter finns listade i Catalogue of Life.